# Pacyfikacja wsi Popówka

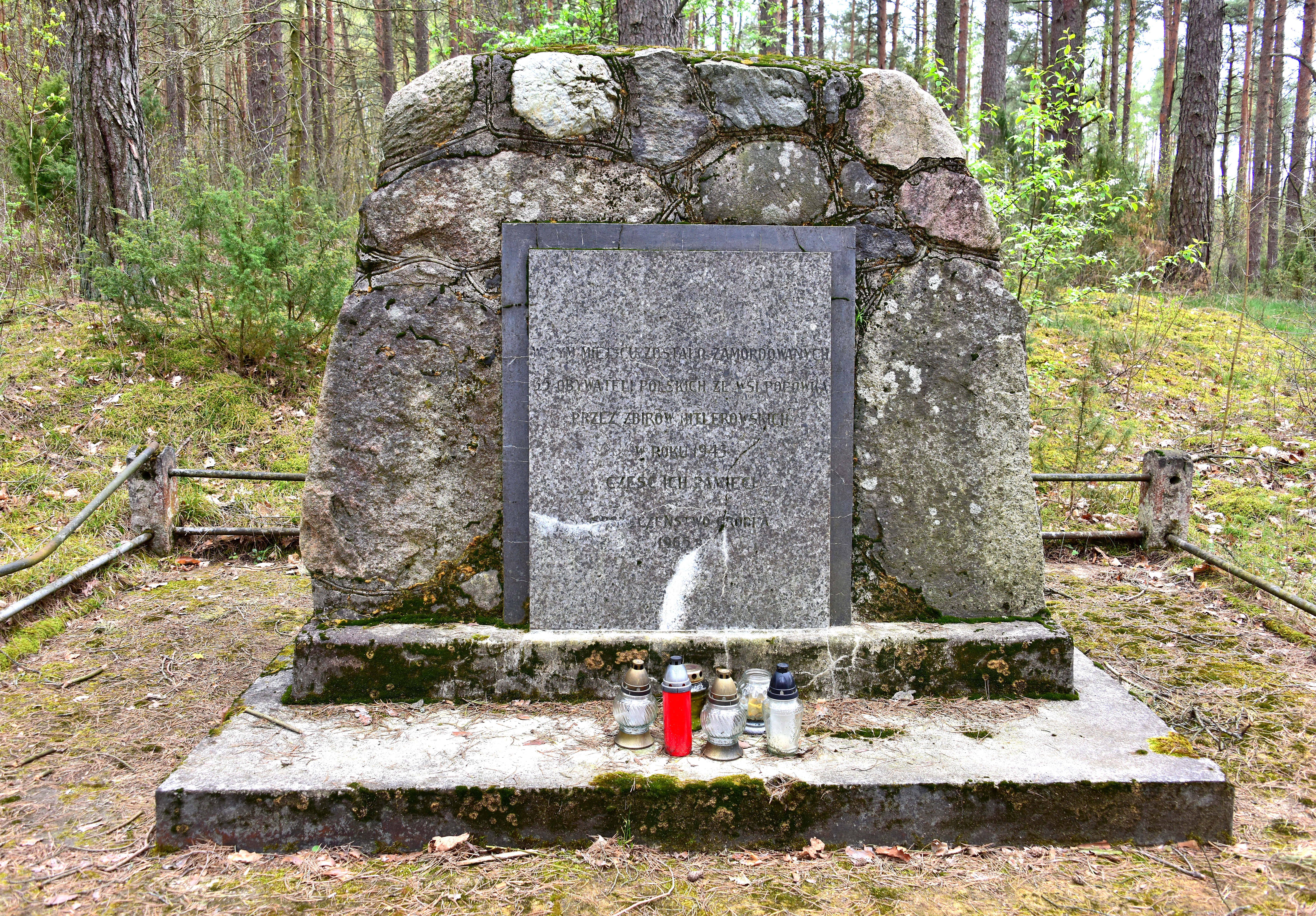
Upamiętnienie zamordowanych mieszkańców wsi w miejscu egzekucji na cmentarzu żydowskim w Gródku

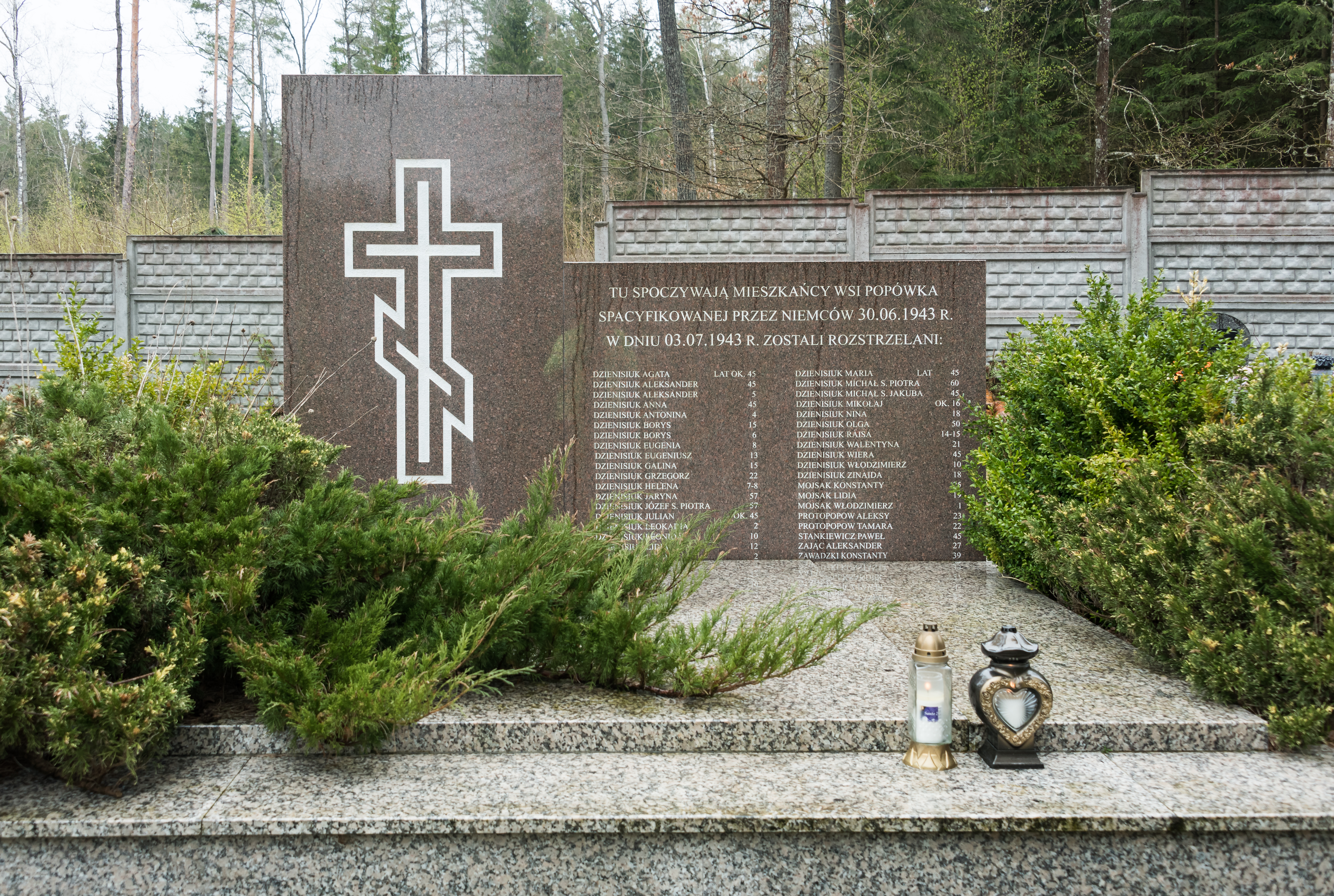
Grób ofiar pacyfikacji na cmentarzu prawosławnym w Królowym Moście

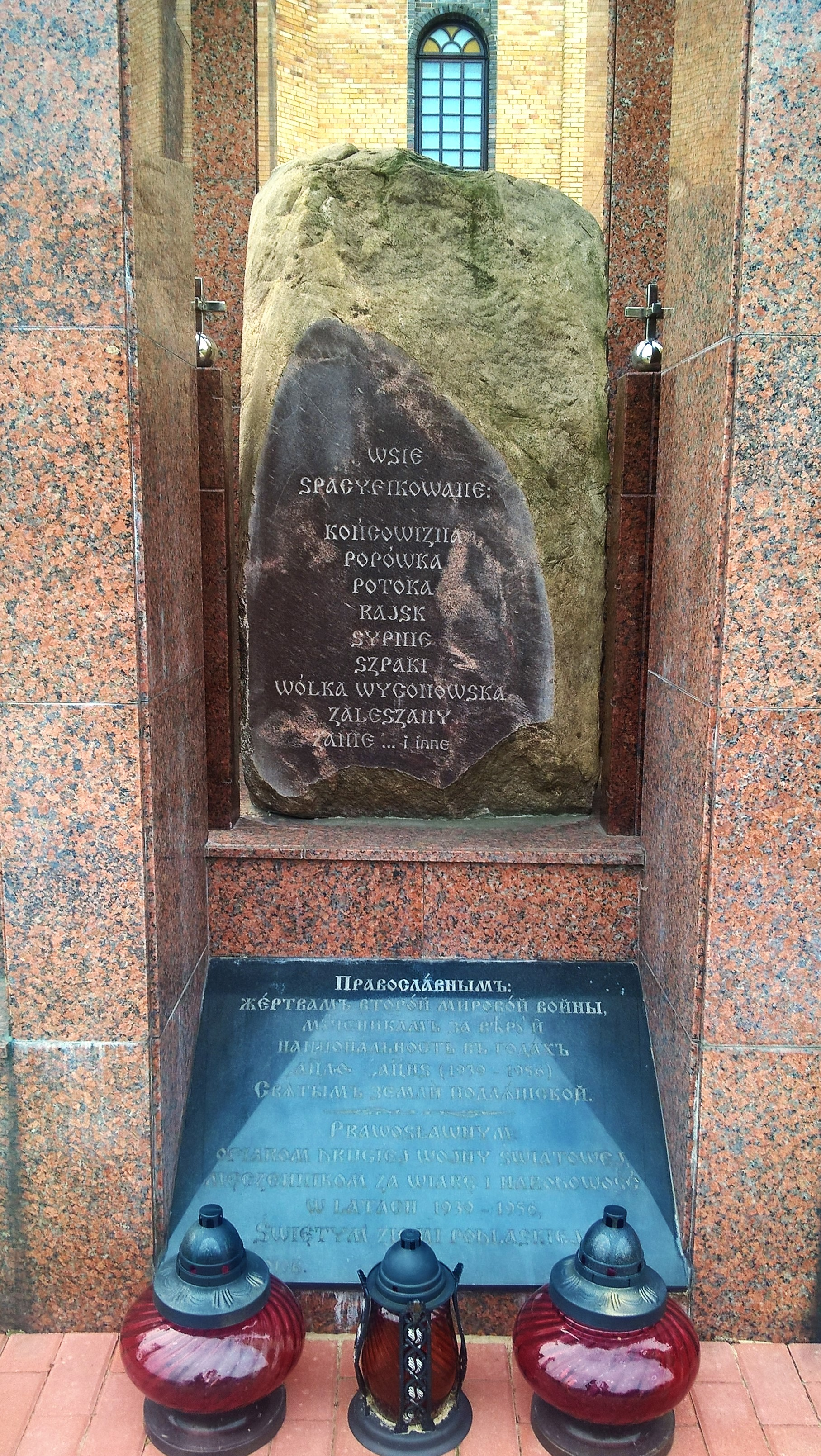
Fragment pomnika prawosławnych mieszkańców Białostocczyzny zabitych i zaginionych w latach 1939–1956. Wśród upamiętnionych wsi wymieniona Popówka

Pacyfikacja wsi Popówka – masowy mord na ludności cywilnej połączony z grabieżą i niszczeniem mienia dokonany przez okupantów niemieckich w dniach 30 czerwca – 3 lipca 1943 roku we wsi Popówka w powiecie białostockim.
Wieś, którą zamieszkiwała ludność prawosławna, została spacyfikowana w odwecie za współpracę jej mieszkańców z sowiecką partyzantką. 30 czerwca 1943 roku niemiecka żandarmeria aresztowała wszystkich mężczyzn, a dwa dni później ten sam los spotkał kobiety i dzieci. 3 lipca wszystkich zatrzymanych rozstrzelano na cmentarzu żydowskim w Gródku. Wieś po uprzednim ograbieniu doszczętnie zniszczono. Po wojnie nie została odbudowana.

## Geneza
Popówka leżała na terenie Puszczy Knyszyńskiej, w odległości około 20 kilometrów od Białegostoku. Przed pacyfikacją liczyła pięć gospodarstw i 34 mieszkańców.
Latem 1941 roku Popówka wraz z resztą Białostocczyzny znalazła się pod niemiecką okupacją. W pobliskich lasach założył swoją bazę oddział sowieckiej partyzantki, którym dowodził lejtnant Dymitr Nowikow ps. „Miszka”. Miejscowa ludność prawosławna udzielała partyzantom wszechstronnej pomocy.
Po pewnym czasie Niemcy nasilili działania przeciwpartyzanckie, co zmusiło „Miszkę” do likwidacji bazy i podzielenia oddziału na niewielkie patrole. W kwietniu 1943 roku białostockie Gestapo zdołało wprowadzić do oddziału swojego agenta, Eugeniusza Biwojno. Dzięki jego doniesieniom władze okupacyjne dowiedziały się o współpracy mieszkańców Popówki z partyzantami.

## Przebieg pacyfikacji
30 czerwca 1943 roku do Popówki przybyła ekspedycja karna, w której skład wchodzili żandarmi z posterunków w Gródku i sąsiednich miejscowości. Niemcy aresztowali wszystkich mężczyzn, a następnie zabrali ich do aresztów w Gródku i Raduninie. 2 lipca powrócili do wsi, aby aresztować kobiety i dzieci. Zostały one zabrane do Gródka. Aresztowania uniknęła tylko Elżbieta Matejczuk z d. Dzienisiuk, gdyż udało jej się ukryć w zbożu, a według innej wersji – w piecu do pieczenia chleba.
2 lipca aresztowano także pięciu mieszkańców sąsiedniej wsi Pieszczaniki, w tym jedną kobietę. Zostali oni dołączeni do zatrzymanych mieszkańców Popówki. Żandarmi brutalnie znęcali się nad więźniami, bijąc ich, głodząc i szczując psami.
Przez trzy dni Niemcy systematycznie rabowali Popówkę, zabierając inwentarz żywy i cenniejsze przedmioty. Dwa budynki, które były wykonane z lepszych materiałów, zostały rozebrane. Pozostałe spalono.
3 lipca wszyscy aresztanci zostali rozstrzelani. Egzekucja odbyła się na cmentarzu żydowskim w Gródku, nad zbiorowym grobem, do którego wykopania zmuszono grupę mężczyzn z Gródka. Według autorów opracowania Wieś białostocka oskarża… zamordowano wtedy 36 osób, w tym szesnaścioro dzieci. Autorzy monografii Zbrodnie hitlerowskie na wsi polskiej 1939–1945 podają natomiast, że rozstrzelano 37 osób, w tym dziesięciu mężczyzn, jedenaście kobiet i szesnaścioro dzieci. Najmłodsza ofiara liczyła rok, a najstarsza 60 lat.
Wśród funkcjonariuszy aparatu okupacyjnego odpowiedzialnych za pacyfikację Popówki znajdowali się: komisarz gminny w Gródku – Górski, komendant posterunku żandarmerii w Gródku – Richvel, komendant posterunku żandarmerii w Załukach – Rochman.

## Epilog
W 1945 roku, a według innych źródeł w 1946 roku, zwłoki ofiar pacyfikacji zostały ekshumowane i pogrzebane we wspólnej mogile na cmentarzu w Królowym Moście.
Popówka nie została odbudowana. 4 września 1960 roku w miejscu nieistniejącej wsi odsłonięto pamiątkowy kamień. Tego samego dnia tablicę upamiętniającą rozstrzelanych mieszkańców Popówki odsłonięto na cmentarzu żydowskim w Gródku.
W 1965 roku na zbiorowej mogile na cmentarzu w Królowym Moście wzniesiono niewielki pomnik z wyrytymi imionami pomordowanych. W tym samym roku tablicę pamiątkową na cmentarzu żydowskim w Gródku zastąpiono obeliskiem, który ufundowały Zasadnicza Szkoła Zawodowa i Technikum Drogowe w Białymstoku. Honorowy patronat sprawowała nad nim szkoła podstawowa w Królowym Moście.
29 sierpnia 1982 roku w miejscu spacyfikowanej wsi odsłonięto pomnik ku czci pomordowanych mieszkańców. W uroczystości udział wzięło około 1,5 tys. osób, w tym przewodniczący Rady Głównej Ochrony Pomników Walki i Męczeństwa – Stanisław Marcinkowski, kierownictwo wojewódzkich władz państwowych i partyjnych, przedstawiciele LWP, a także delegacja z Białoruskiej SRR. Odsłonięcia pomnika dokonali przewodniczący Komitetu Wojewódzkiego PZPR Stefan Zawodziński oraz Elżbieta Matejczuk z d. Dzienisiuk – jedyna ocalała z pacyfikacji mieszkanka Popówki.
Ofiary pacyfikacji Popówki upamiętniono także na pomniku prawosławnych mieszkańców Białostocczyzny zabitych i zaginionych w latach 1939–1956, który odsłonięto w Białymstoku w 2012 roku.